# چکچک سیاه شکم‌سفید

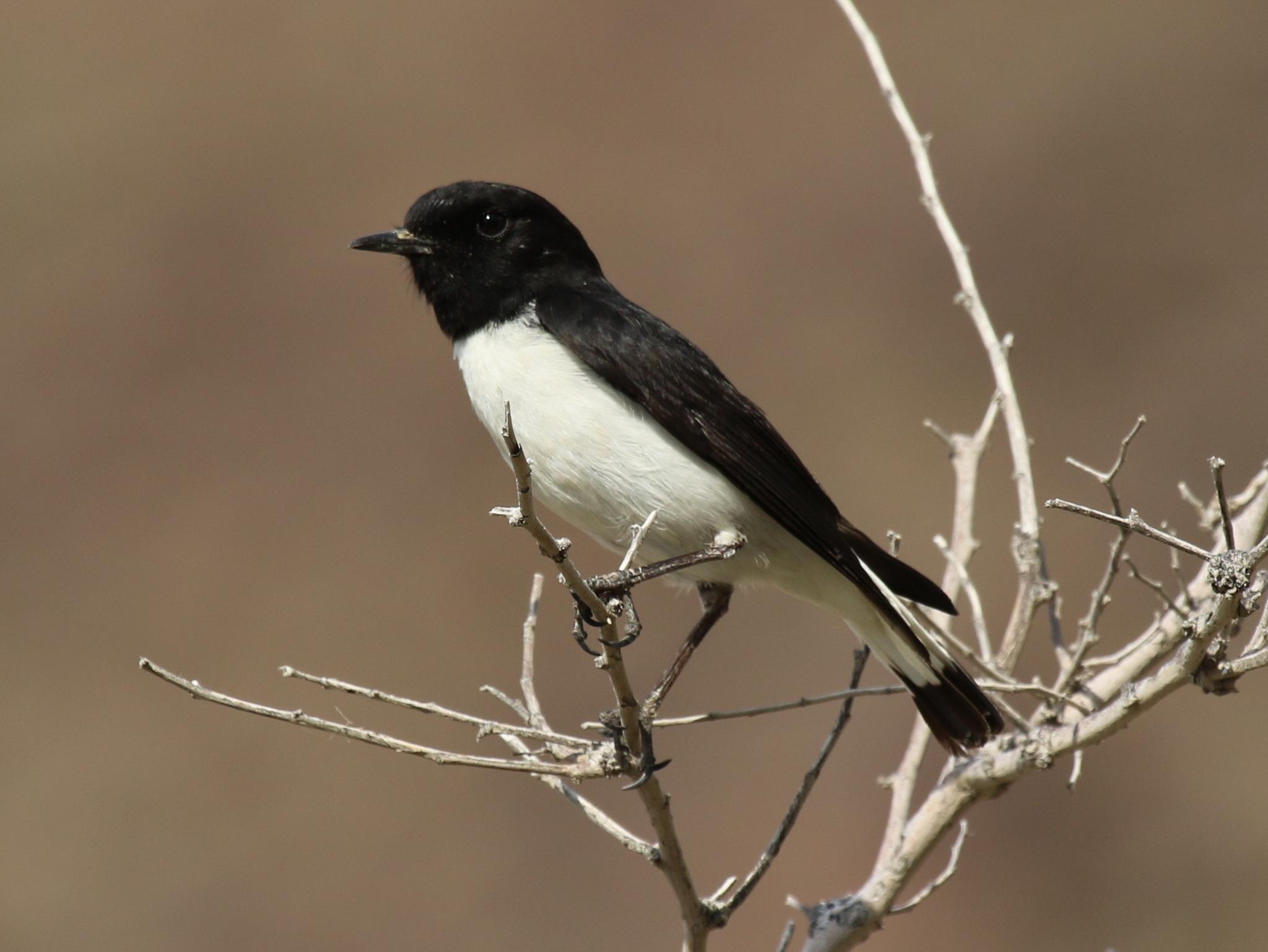
چکچک سیاه شکم‌سفید

چکچک سیاه شکم‌سفید یا چکچک هیوم (نام علمی: Oenanthe albonigra) نام یک گونه از سرده چکچک‌ها است. این پرنده در کشورهای خاورمیانه زندگی می‌کند.